# Kanton Lyon-II
Der Kanton Lyon-II war bis 2015 ein französischer Kanton im Arrondissement Lyon und in der  Region Rhône-Alpes. Er gehörte ursprünglich zum Département Rhône und umfasste den 1. Stadtbezirk (frz.: 1er arrondissement) von Lyon. Der Kanton wurde abgeschafft, als die Métropole de Lyon zum Jahreswechsel 2014/2015 das Département Rhône als übergeordnete Gebietskörperschaft ablöste und die Kantone ihre Funktion als Wahlkreise verloren. Letzter Vertreter im conseil général des Départements war Gilles Buna (Grüne).